# Banja (okręg raski)
Banja (cyr. Бања) – wieś w Serbii, w okręgu raskim, w mieście Novi Pazar. W 2011 roku liczyła 566 mieszkańców.